# خان تكاني (ايران)

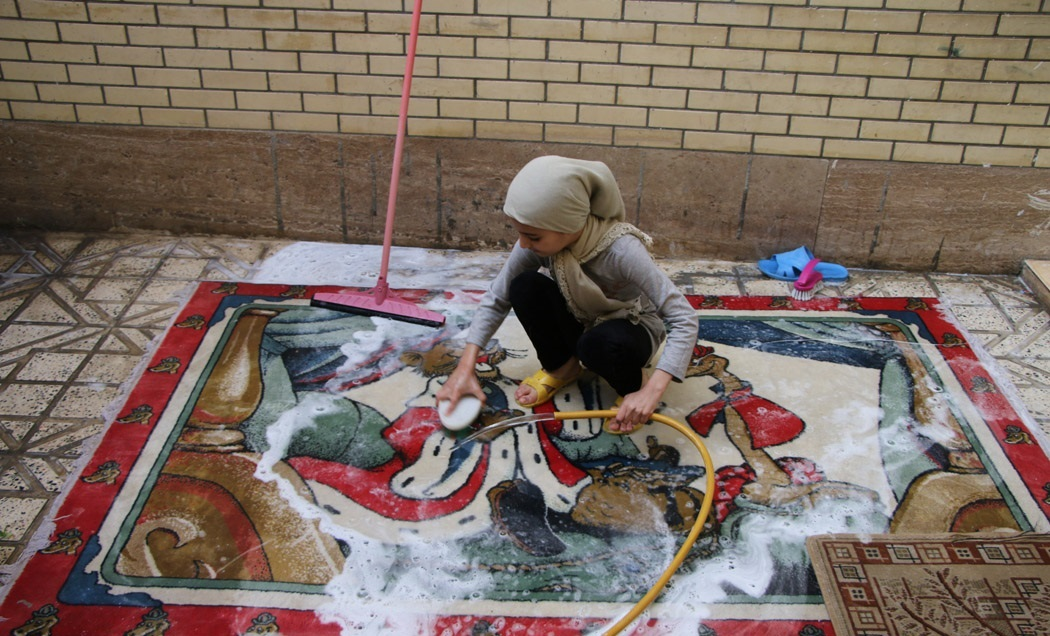
فتاة إيرانية تغسل بساطها في فناء المنزل، نوروز 2018.

خان-تاكاني ( (بالفارسية: خانه‌تکانی) ، أشعل. هز المنزل) هو تقليد إيراني لتنظيف الربيع وجزء من مهرجان النوروز.
عادة ما ينطوي على غسل السجاد، وطلاء المنزل، وتنظيف الفناء والعلية، وقد انبثق هذا المفهوم من فكرة الزرادشتيين عن التطهير بالنظافة كإجراء لإبعاد الشر عن مملكة الخير. من الناحية الرمزية، يشير "خان تكاني" إلى أرواح الأسلاف بأن أقاربهم مستعدون وراغبون في الترفيه عنهم. بمعنى آخر، هم مدعوون للنزول إلى منازلهم السابقة لمساعدتهم على تغذية نمو السبزة، المصدر الرئيسي لقوتهم الذي استنفد خلال أيام الشتاء الطويلة والباردة ". 